# فناوری کد

سلسله‌مراتب فناوری ساخت ابزارهای کَد از سطح فرایند تا مدارها. نمادهای سمت چپ مشکلات تولید معمولی را نشان می‌دهند. نمادهای سمت راست نتایج مقیاس‌بندی ماس را بر اساس تی‌کَد نشان می‌دهند^{: 717}

فناوری طراحی به‌کمک-رایانه (به انگلیسی: Technology computer-aided design) (فناوری کَد (به انگلیسی: technology CAD) یا تی‌کَد (به انگلیسی: TCAD)) شاخه ای از خودکارسازی طراحی الکترونیکی است که برساخت نیم‌رسانا و عملکرد افزارههای نیم‌رسانا را مدل می‌کند. مدل‌سازی برساخت را فناوری تی‌کَد می‌نامند درحالی که مدل‌سازی عملکرد افزاره، افزاره تی‌کَد نامیده می‌شود. شامل مدل‌سازی گام‌های فرایند (مانند پخش و کاشت یون)، و مدل‌سازی رفتار افزاره‌های الکتریکی بر اساس فیزیک بنیادی، مانند نمایه‌های آلایش (به انگلیسی: doping profiles) افزاره‌ها می‌شود. تی‌کَد همچنین ممکن است شامل ایجاد مدل‌های فشرده (مانند مدل‌های ترانزیستوری اِسپایس شناخته‌شده) باشد که سعی می‌کنند رفتار الکتریکی چنین افزاره‌هایی را به تصویر بکشند، اما به‌طورکلی آنها را از فیزیک بنیادین استخراج نمی‌کنند. خود شبیه‌ساز اسپایس معمولاً به عنوان بخشی از ئی‌کَد به‌جای تی‌کَد درنظر گرفته می‌شود.

## پیشینه
تکامل فناوری طراحی به‌کمک-رایانه (TCAD) - ترکیبی هم افزایی از ابزارهای شبیه‌سازی و مدل‌سازی فرایند، افزاره و مدار - ریشه‌های خود را در فناوری دوقطبی می‌یابد که از اواخر دهه ۱۹۶۰ شروع شد و چالش‌های ترانزیستورهای پیوند جداشده، دوگانه و سه‌گانه-نفوذشده. این افزاره‌ها و فناوری اساس اولین مدارهای مجتمع بودند. با این وجود، بسیاری از مسائل مقیاس‌بندی و اثرات فیزیکی زیربنایی، حتی پس از چهار دهه توسعه آی‌سی، در طراحی آی‌سی ضروری هستند. با این نسل‌های اولیه آی‌سی، تغییرپذیری فرایند و بازده پارامتری یک مسئله بود - مسئله‌ای که به‌صورت یک عامل کنترل‌کننده در فناوری آی‌سی آینده نیز ظاهر خواهد شد.
توسعه آی‌سی برای بیش از ربع قرن تحت سلطه فناوری ماس بوده‌است. در دهه‌های ۱۹۷۰ و ۱۹۸۰ اِن‌ماس به دلیل مزایای سرعت و مساحت، همراه با محدودیت‌های فناوری و نگرانی‌های مربوط به جدایش، اثرات مزاحم و پیچیدگی فرایند مورد توجه قرارگرفت. در آن دوران ال‌اس‌آی تحت سلطه اِن‌ماس و ظهور وی‌ال‌اس‌آی، قوانین اساسی مقیاس‌بندی فناوری ماس مُدون و به‌طور گسترده اعمال شد. همچنین در این دوره بود که تی‌کَد از نظر تحقق مدل‌سازی فرایند استوار (عمدتاً تک‌بُعدی) به بلوغ رسید که سپس به یک ابزار طراحی فناوری یکپارچه تبدیل شد که به‌طور جهانی در سراسر صنعت مورد استفاده قرار می‌گیرد. در همان زمان، شبیه‌سازی افزاره‌ها، عمدتاً دوبُعدی به‌دلیل ماهیت افزاره‌های ماس، به ابزار کار فن‌آوران در طراحی و مقیاس‌بندی افزاره‌ها تبدیل شد. گُذَرِش از فناوری اِن‌ماس به فناوری سیماس منجر به نیاز به شبیه‌سازهای کاملاً دوبعدی و محکم برای شبیه‌سازی فرایند و افزاره شد. این نسل سوم از ابزارهای تی‌کَد برای پرداختن به پیچیدگی کامل فناوری سیماس با چاه‌دوقلو (به انگلیسی: twin-well) (نگاه کنید به شکل 3a)، از جمله مسائل مربوط به قوانین طراحی و اثرات مزاحم مانند قغل‌شدگی، حیاتی شد. یک نمای کوتاه اما آینده‌نگر از این دوره، تا اواسط دهه ۱۹۸۰، در این مقاله ارائه شده‌است؛ و از نقطه نظر چگونگی استفاده از ابزارهای تی‌کَد در فرایند طراحی.

## ارائه‌دهندگان
تامین‌کنندگان اصلی فعلی ابزارهای تی‌کَد عبارتند از سیناپسس، سیلواکو، نرم‌افزار کراس‌لایت، نرم‌افزار کوجندا، گلوبال تی‌کَد سلوشنس و تیبرلَب. جی‌اس‌اس منبع-باز، ارشمیدس، ائنیاس، نانو تی‌کَد وی‌دِس، دی‌وی‌سیم و جنیوس برخی از قابلیت‌های محصولات تجاری را دارند.